# Liste der Kantone im Département Landes
Das Département Landes liegt in der Region Nouvelle-Aquitaine in Frankreich. Es untergliedert sich in zwei Arrondissements mit 15 Kantonen (französisch cantons).
Siehe auch: Liste der Gemeinden im Département Landes

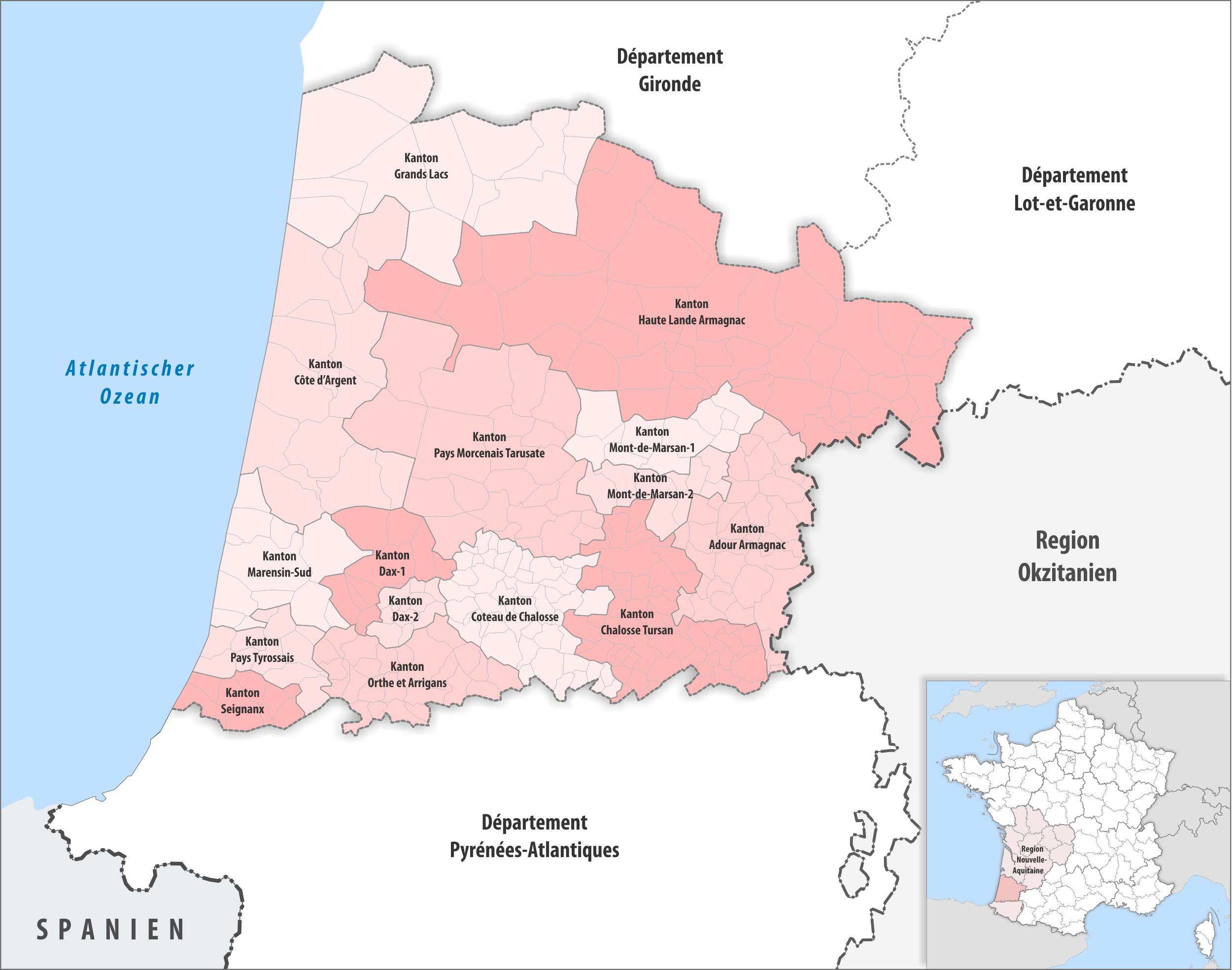
Gemeinden und Kantone im Département Landes

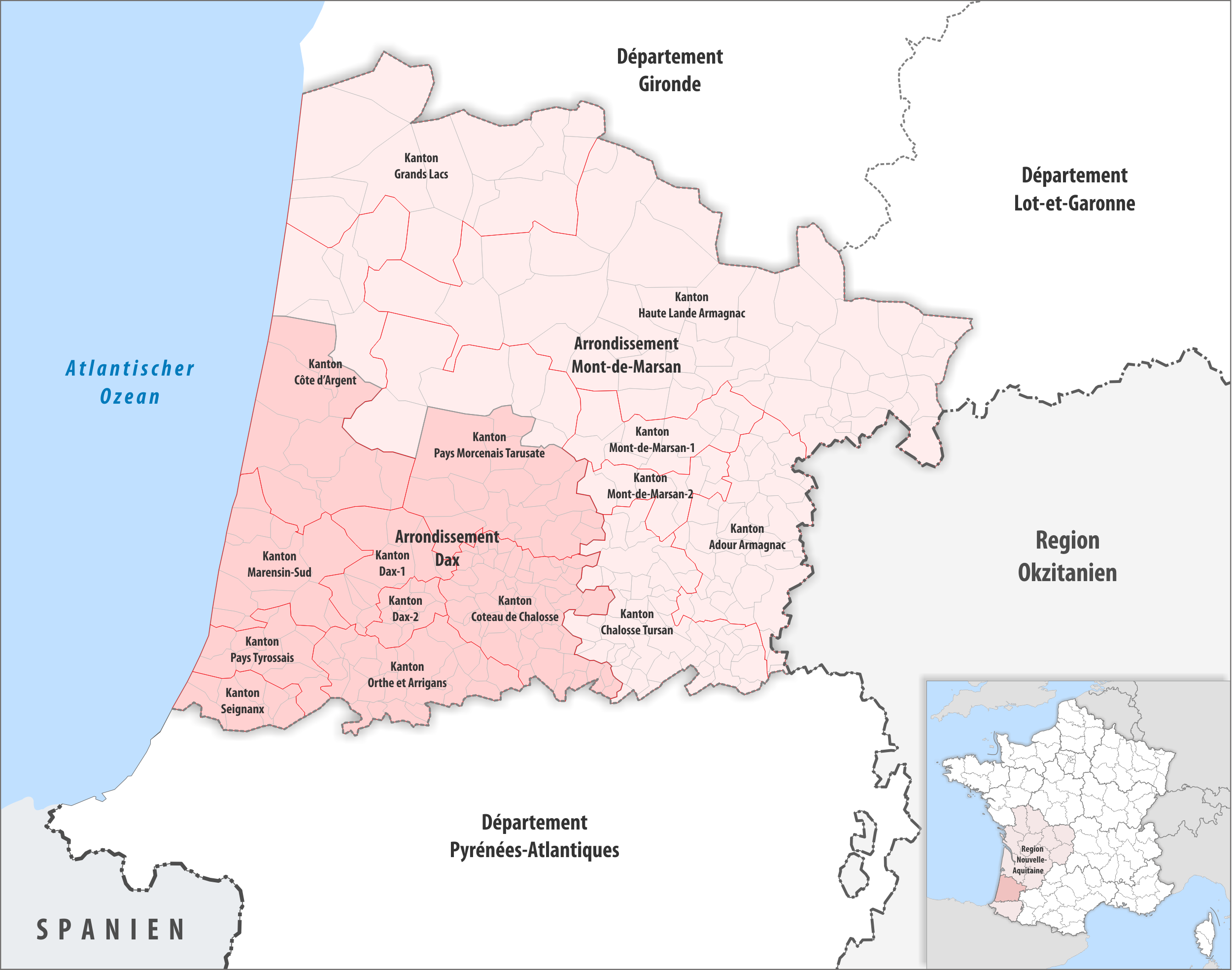
Gemeinden, Arrondissemente und Kantone im Département Landes

| Kanton                  | Gemeinden | Einwohner 1. Januar 2022 | Fläche km² | Dichte Einw./km² | Code INSEE | Arrondissement(e)   |
| ----------------------- | --------- | ------------------------ | ---------- | ---------------- | ---------- | ------------------- |
| Adour Armagnac          | 35        | 23.891                   | 583,90     | 41               | 4001       | Mont-de-Marsan      |
| Chalosse Tursan         | 50        | 26.170                   | 587,03     | 45               | 4002       | Mont-de-Marsan      |
| Côte d’Argent           | 16        | 25.599                   | 967,82     | 26               | 4003       | Dax, Mont-de-Marsan |
| Coteau de Chalosse      | 50        | 25.923                   | 498,65     | 52               | 4004       | Dax                 |
| Dax-1                   | 10 1⁄2    | 26.803                   | 245,88     | 109              | 4005       | Dax                 |
| Dax-2                   | 9 1⁄2     | 31.233                   | 98,37      | 318              | 4006       | Dax                 |
| Grands Lacs             | 13        | 37.352                   | 1.069,74   | 35               | 4007       | Mont-de-Marsan      |
| Haute Lande Armagnac    | 47        | 22.570                   | 2.448,10   | 9                | 4008       | Mont-de-Marsan      |
| Marensin-Sud            | 12        | 33.367                   | 389,00     | 86               | 4009       | Dax                 |
| Mont-de-Marsan-1        | 9 1⁄2     | 26.847                   | 288,75     | 93               | 4010       | Mont-de-Marsan      |
| Mont-de-Marsan-2        | 8 1⁄2     | 29.195                   | 192,35     | 152              | 4011       | Mont-de-Marsan      |
| Orthe et Arrigans       | 24        | 24.363                   | 390,67     | 62               | 4012       | Dax                 |
| Pays Morcenais Tarusate | 23        | 27.508                   | 1.117,64   | 25               | 4013       | Dax, Mont-de-Marsan |
| Pays Tyrossais          | 11        | 37.948                   | 214,93     | 177              | 4014       | Dax                 |
| Seignanx                | 8         | 29.658                   | 149,77     | 198              | 4015       | Dax                 |
| Département Landes      | 327       | 428.427                  | 9.242,60   | 46               | 40         | –                   |

## Liste ehemaliger Kantone
Bis zum Neuzuschnitt der französischen Kantone im März 2015 war das Département Landes wie folgt in 30 Kantone unterteilt:
| Arrondissement | Kantone |
| -------------- | --- |
| Dax            | Amou, Castets, Dax-Nord, Dax-Sud, Montfort-en-Chalosse, Mugron, Peyrehorade, Pouillon, Saint-Martin-de-Seignanx, Saint-Vincent-de-Tyrosse, Soustons, Tartas-Est, Tartas-Ouest                                              |
| Mont-de-Marsan | Aire-sur-l’Adour, Gabarret, Geaune, Grenade-sur-l’Adour, Hagetmau, Labrit, Mimizan, Mont-de-Marsan-Nord, Mont-de-Marsan-Sud, Morcenx, Parentis-en-Born, Pissos, Roquefort, Sabres, Saint-Sever, Sore, Villeneuve-de-Marsan |